# Independent Spirit Awards 2009
La cerimonia di premiazione della 24ª edizione degli Independent Spirit Awards si è svolta il 21 febbraio 2009 sulla spiaggia di Santa Monica, California ed è stata presentata da Steve Coogan. Alec Baldwin è stato il presidente onorario.
Le nomination sono state rese note il 2 dicembre 2008.

## Vincitori e candidati
I vincitori sono indicati in grassetto, a seguire gli altri candidati.

### Miglior film
- The Wrestler, regia di Darren Aronofsky
- Ballast, regia di Lance Hammer
- Frozen River - Fiume di ghiaccio (Frozen River), regia di Courtney Hunt
- Rachel sta per sposarsi (Rachel Getting Married), regia di Jonathan Demme
- Wendy and Lucy, regia di Kelly Reichardt

### Miglior attore protagonista
- Mickey Rourke – The Wrestler
- Javier Bardem – Vicky Cristina Barcelona
- Richard Jenkins – L'ospite inatteso (The Visitor)
- Sean Penn – Milk
- Jeremy Renner – The Hurt Locker

### Miglior attrice protagonista
- Melissa Leo – Frozen River - Fiume di ghiaccio (Frozen River)
- Summer Bishil – Niente velo per Jasira (Towelhead)
- Anne Hathaway – Rachel sta per sposarsi (Rachel Getting Married)
- Tarra Riggs – Ballast
- Michelle Williams – Wendy and Lucy

### Miglior regista
- Tom McCarthy – L'ospite inatteso (The Visitor)
- Ramin Bahrani – Chop Shop
- Jonathan Demme - Rachel sta per sposarsi (Rachel Getting Married)
- Lance Hammer – Ballast
- Courtney Hunt – Frozen River - Fiume di ghiaccio (Frozen River)

### Miglior fotografia
- Maryse Alberti – The Wrestler
- Lol Crawley – Ballast
- James Laxton – Medicine for Melancholy
- Harris Savides – Milk
- Michael Simmonds – Chop Shop

### Miglior sceneggiatura
- Woody Allen – Vicky Cristina Barcelona
- Anna Boden e Ryan Fleck – Sugar
- Charlie Kaufman – Synecdoche, New York
- Howard A Rodman – Savage Grace
- Christopher Zalla – Sangre de mi sangre

### Miglior attore non protagonista
- James Franco – Milk
- Anthony Mackie – The Hurt Locker
- Charlie McDermott – Frozen River - Fiume di ghiaccio (Frozen River)
- JimMyron Ross – Ballast
- Haaz Sleiman – L'ospite inatteso (The Visitor)

### Miglior attrice non protagonista
- Penélope Cruz – Vicky Cristina Barcelona
- Rosemarie DeWitt – Rachel sta per sposarsi (Rachel Getting Married)
- Rosie Perez – The Take - Falso indiziato (The Take)
- Misty Upham – Frozen River - Fiume di ghiaccio (Frozen River)
- Debra Winger – Rachel sta per sposarsi (Rachel Getting Married)

### Miglior film d'esordio
- Synecdoche, New York, regia di Charlie Kaufman
- Afterschool, regia di Antonio Campos
- Medicine for Melancholy, regia di Barry Jenkins
- Sangre de mi sangre, regia di Christopher Zalla
- Sleep Dealer, regia di Alex Rivera

### Miglior sceneggiatura d'esordio
- Dustin Lance Black – Milk
- Lance Hammer – Ballast
- Courtney Hunt – Frozen River - Fiume di ghiaccio (Frozen River)
- Jonathan Levine – Fa' la cosa sbagliata (The Wackness)
- Jenny Lumet – Rachel sta per sposarsi (Rachel Getting Married)

### Miglior documentario
- Man on Wire, regia di James Marsh
- The Betrayal - Nerakhoon, regia di Ellen Kuras e Thavisouk Phrasavath
- Encounters at the End of the World, regia di Werner Herzog
- The Order of Myths, regia di Margaret Brown
- Up the Yangtze, regia di Yung Chang

### Miglior film straniero
- La classe - Entre les murs (Entre les murs), regia di Laurent Cantet
- Cous cous (La graine et le mulet), regia di Abdellatif Kechiche
- Gomorra, regia di Matteo Garrone
- Hunger, regia di Steve McQueen
- Stellet licht, regia di Carlos Reygadas

### Premio John Cassavetes
- In Search of a Midnight Kiss, regia di Alex Holdridge
- Prince of Broadway, regia di Sean Baker
- The Signal, regia di David Bruckner, Dan Bush e Jacob Gentry
- Take Out, regia di Sean Baker e Shih-Ching Tsou
- Turn The River, regia di Chris Eigeman

### Premio Robert Altman
- Synecdoche, New York, regia di Charlie Kaufman

### Truer Than Fiction Award
- Margaret Brown - The Order of Myths
- Sacha Gervasi - Anvil! The Story of Anvil
- Darius Marder - Loot

### Producers Award
- Heather Rae - Frozen River - Fiume di ghiaccio (Frozen River)
- Lars Knudsen e Jay Van Hoy - Treeless Mountain e I'll Come Running
- Jason Orans - Goodbye Solo e Year of the Fish

### Someone to Watch Award
- Lynn Shelton - My Effortless Brilliance
- Barry Jenkins - Medicine for Melancholy
- Nina Paley - Sita Sings the Blues